# Hatsuzuki
Hatsuzuki (kanji: 初月, katakana: ハツヅキ| pol. "sierpniowy księżyc") – japoński wielki niszczyciel z okresu II wojny światowej, typu Akizuki, w służbie w latach 1943–1944, zatopiony podczas bitwy o Leyte.
Spotyka się też romanizację nazwy „Hatsutsuki”.

## Historia
„Hatsuzuki” był czwartym okrętem serii wielkich niszczycieli typu Akizuki, zaprojektowanych specjalnie jako okręty obrony przeciwlotniczej, których główne uzbrojenie stanowiło 8 dział uniwersalnych kalibru 100 mm, o świetnych charakterystykach balistycznych.
Stępkę pod budowę okrętu położono 25 lipca 1941 w Stoczni Marynarki w Maizuru, kadłub wodowano 3 kwietnia 1942, a okręt wszedł do służby 29 grudnia 1942 (razem z „Suzutsuki”). Zbudowany był w ramach programu rozbudowy floty z 1939 roku, pod numerem budowy 107. Nazwa, podobnie jak pozostałych niszczycieli tej serii, związana była z Księżycem i oznaczała „Księżyc w nowiu” (podobnie, jak „Niizuki”).

## Służba
„Hatusuzki” 15 stycznia 1943 wszedł w skład 61. Dywizjonu 10. Flotylli Niszczycieli 3. Floty i w marcu został przebazowany do Truk, eskortując tam lotniskowce eskortowe „Hiyo” i „Junyo”. Początkowo służył głównie razem z „Suzutsuki”. W maju powrócił do Japonii w związku z inwazją amerykańską na Attu, lecz w lipcu ponownie skierowany do Truk. Wypełniał głównie zadania eskortowe i transportu zaopatrzenia w rejonie Truk-Rabaul i na Buka (22 lipca). 12 grudnia 1943 powrócił do Kure w Japonii (eskortując przy tym lotniskowiec „Zuikaku”), skąd osłaniał z „Suzutsuki” transport wojska statkiem „Akagi Maru” na wyspę Wake między 24 grudnia 1943 a 9 stycznia 1944. W dniach 16–18 stycznia 1944 holował do Japonii storpedowany podczas powtórnego rejsu na Wake, bliźniaczy okręt „Suzutsuki”.
W dniach 6–13 lutego 1944 brał udział w eskorcie lotniskowców „Shōkaku” i „Zuikaku” z Kure do Singapuru, a następnie między 28 marca a 4 kwietnia eskortował „Taiho” z Kure na Lingga Roads, a w maju 1944 eskortował stamtąd flotę japońską na kotwicowisko Tawitawi. Brał następnie udział w powietrzno-morskiej bitwie na Morzu Filipińskim 19–20 czerwca 1944 w składzie 61. Dywizjonu Niszczycieli (wraz z „Akizuki”, „Wakatsuki”, „Shimotsuki”), osłaniającego lotniskowce zespołu adm. Ozawy. Uczestniczył w ratowaniu rozbitków z lotniskowca „Taiho”, a po przegranej bitwie powrócił na wody Japonii.
„Hatsuzuki” brał następnie udział w powietrzno-morskim starciu 25 października 1944 koło przylądka Engano, będącym częścią bitwy o Leyte, ponownie w składzie zespołu lotniskowców adm. Ozawy, jako okręt flagowy 61. Dywizjonu Niszczycieli. Ratując rozbitków po japońskiej porażce, „Hatsuzuki” został zatopiony wieczorem 25 października 1944 na północ od przylądka Engano przez amerykańskie krążowniki i niszczyciele, z prawie całą załogą i dowódcą 61. Dywizjonu kmdr. Shigetaka Amano (jedynie 8 marynarzy w spuszczonej przedtem łodzi, ratujących 17 rozbitków z „Zuikaku”, dotarło po 21 dniach żeglugi na Tajwan). Okręt zatonął na pozycji 20°24′N 126°20′E/20,400000 126,333333. 10 grudnia 1944 skreślono go z listy floty.
Dowódcy:
- kmdr por/kmdr Shooichi Taguchi (grudzień 1942 – 1 sierpnia 1944)
- kmdr por Kanematsu Hashimoto (1 sierpnia 1944 – 25 października 1944)

## Dane techniczne
Opis konstrukcji i szczegółowe dane – w artykule niszczyciele typu Akizuki

### Uzbrojenie i wyposażenie
- 8 dział uniwersalnych kalibru 100 mm Typ 98 w wieżach dwudziałowych (4xII)
  - długość lufy – L/65 (65 kalibrów), kąt podniesienia – 90° donośność – 19.500 m (pozioma), 14.700 m (maks. pionowa), masa pocisku – 13 kg. Zapas amunicji – po 300 nabojów
- 4 – 27 działek przeciwlotniczych 25 mm Typ 96, na stanowiskach podwójnych, potrójnych i pojedynczych (początkowo 2xII, ilość zwiększana w latach 1943–1944, ostatecznie 5xIII, 12xI)
- 4 wkm 13,2 mm plot (prawdopodobnie od 1944)
- 4 wyrzutnie torpedowe 610 mm Typ 92 model 4 (1xIV) (8 torped Typ 93)
- 2-4 miotacze bomb głębinowych Typ 94, zrzutnie bg (54-72 bomby głębinowe)

## Wyposażenie
- system kierowania ogniem artylerii głównej: dwa 4,5-metrowe dalmierze stereoskopowe (na nadbudówce dziobowej i rufowej) z przelicznikiem artyleryjskim Typ 94.
- urządzenia kierowania ogniem artylerii plot: 2,5-metrowy dalmierz, dwa 1,5 metrowe dalmierze
- szumonamiernik
- radar (od 1943-44): dozoru ogólnego model 21 lub dozoru ogólnego model 22 i/lub dozoru powietrznego model 13
- reflektor 110 cm